# Ellas (programa de televisión)
Ellas  es un programa de televisión semanal emitido por Televisión Española. El formato se estrenó el 26 de junio de 2017 en La 1.

## Formato
En Ellas, la actriz Blanca Portillo nos mostrará a través de mujeres pioneras anónimas las profesiones que más le están costando al mundo femenino normalizar en la sociedad española. 
La protagonista de cada programa será una mujer anónima, pero pionera en la lucha por la igualdad, alguien que ha logrado un avance científico, social o educativo; mujeres de diferentes generaciones pero con algo en común. 
Ellas serán las que digan que fue lo que les hizo darse cuenta de que querían cambiar las cosas, la realidad de cada época y los hitos que supusieron cada una de ellas. 
Cada programa contará la participación de un famoso que a través de su historia personal ha tenido algo que ver con la profesión expuesta.

## Temporadas

### Temporada 1
| Programa | Profesión           | Famoso invitado   | Fecha de emisión     | Audiencia      | Ref   |
| -------- | ------------------- | ----------------- | -------------------- | -------------- | ----- |
| 1        | Bomberas            | David DeMaría     | 26 de junio de 2017  | 311 000 (4,2%) | [ 1 ] |
| 2        | Guardia civil       | Pepe Viyuela      | 3 de julio de 2017   | 528 000 (6,4%) | [ 2 ] |
| 3        | Mujeres al volante  | Antonio Lobato    | 10 de julio de 2017  | 310 000 (4,2%) | [ 3 ] |
| 4        | Mineras             | Gonzalo de Castro | 17 de julio de 2017  | 241 000 (3,6%) | [ 4 ] |
| 5        | Pilotas de aviación | Soraya Arnelas    | 24 de julio de 2017  | 330 000 (5,0%) | [ 5 ] |
| 6        | Salvamento marítimo | Almudena Cid      | 31 de julio de 2017  | 357 000 (5,4%) | [ 6 ] |
| 7        | Científicas         | Antonio Resines   | 7 de agosto de 2017  | 134 000 (3,7%) | [ 7 ] |
| 8        | Arbritas            | Gonzalo Miró      | 14 de agosto de 2017 | 102 000 (2,9%) | [ 8 ] |

### Ellas(2017)
| Temporada          | Fecha | Programas | Cadena | Espectadores | Share |
| ------------------ | ----- | --------- | ------ | ------------ | ----- |
| Temporada 1: Ellas | 2017  | 8         | La1    | 289 000      | 4,4%  |